# Euphorbia petraea
Euphorbia petraea är en törelväxtart som beskrevs av Susan Carter. Euphorbia petraea ingår i släktet törlar, och familjen törelväxter. Inga underarter finns listade i Catalogue of Life.